# Ашеа
Ашеа (итал. Ascea) — город в Италии, расположен в регионе Кампания, подчинён административному центру Салерно.
Население составляет 5 576 человек (на 31.12.2004 г.), плотность населения составляет 144 чел./км². Занимает площадь 37 км². Почтовый индекс — 84046. Телефонный код — 00974.
Покровителем города считается святитель Николай, Мирликийский Чудотворец. Праздник города ежегодно празднуется 6 декабря. В городской черте расположены руины древнегреческого города Элея.